# بارت لیسن
بارت لیسن (انگلیسی: Bart Leysen؛ زادهٔ ۱۰ فوریهٔ ۱۹۶۹) دوچرخه‌سوار اهل بلژیک است.